# Dobre rady
Dobre rady (oryg. Good Advice) – film z 2001 roku w reżyserii Steve'a Rasha.

## Obsada
- Charlie Sheen – Ryan Turner
- Denise Richards – Cindy Styne
- Troy Beyer – Nancy
- John de Lancie – Ted
- Barry Newman – Donald Simpson
- Rosanna Arquette – Cathy Sherman
- Jon Lovitz – Barry Sherman
- Madison Mason – Jim Pearson
- Pete Gardner – Carl
- Francoise Surel – Lucy Stone
- Estelle Harris – Iris
- Lisa Rinna – Veronica Simpson
- Angie Harmon – Page Hensen
- Masaya Katō